# Stora Hammars församling
Stora Hammars församling var en församling i Lunds stift och i Vellinge kommun. Församlingen uppgick 2002 i Höllvikens församling.

## Administrativ historik
Församlingen har medeltida ursprung. 
Församlingen var till 1962 annexförsamling i pastoratet Räng och Stora Hammar som en tid efter 1632 möjligen även omfattade Kämpinge församling. Från 1962 till 2002 annexförsamling i pastoratet Räng och Stora Hammar som före 1997 även omfattade Håslövs församling och senast till 1998 Skanörs församling och Falsterbo församling. Församlingen uppgick 2002 i Höllvikens församling.

## Kyrkor
- Stora Hammars kyrka